# Đảo Cọp (châu Nam Cực)
Đảo Cọp (tiếng Anh: Tiger Island) là một hòn đảo nằm về phía bắc của Granite Harbor, Victoria Land, cách đảo Sư tử 7 km (4 hải lý). Tổ chức khảo sát phía Bắc New Zealand (New Zealand Northern Survey Party) trong cuộc thám hiểm xuyên lục địa Nam Cực (1956–58) đã thiết lập một trạm khảo sát ở điểm cao nhất của đảo vào tháng 10 năm 1957.